# Košarkaški klub Crvena zvezda 2013-2014
Questa voce raccoglie le informazioni riguardanti il  Košarkaški klub Crvena zvezda nelle competizioni ufficiali della stagione 2013-2014.

## Stagione
La stagione 2013-2014 del Košarkaški klub Crvena zvezda è l'8ª nel massimo campionato serbo di pallacanestro, la Košarkaška liga Srbije.

## Roster
Aggiornato al 5 novembre 2022.
| Crvena zvezda Telekom 2013-14 | Crvena zvezda Telekom 2013-14 |
| Giocatori                     | Staff tecnico                 |
| ----------------------------- | ----------------------------- |

| N. | Naz.                   | Ruolo | Nome                 | Anno | Alt.   | Peso   |  |
| -- | ---------------------- | ----- | -------------------- | ---- | ------ | ------ |  |
| 4  | Serbia (bandiera)      | P     | Nikola Rebić         | 1995 | 186 cm | 75 kg  |  |
| 5  | Serbia (bandiera)      | P     | Aleksandar Cvetković | 1993 | 186 cm | 73 kg  |  |
| 7  | Serbia (bandiera)      | AP    | Stefan Lazarević     | 1996 | 196 cm | 88 kg  |  |
| 9  | Serbia (bandiera)      | AG    | Luka Mitrović        | 1993 | 206 cm | 102 kg |  |
| 10 | Serbia (bandiera)      | GA    | Branko Lazić         | 1989 | 196 cm | 87 kg  |  |
| 11 | Slovenia (bandiera)    | G     | Jaka Blažič          | 1990 | 196 cm | 93 kg  |  |
| 12 | Serbia (bandiera)      | AP    | Marko Simonović (C)  | 1986 | 203 cm | 95 kg  |  |
| 13 | Serbia (bandiera)      | C     | Boban Marjanović     | 1988 | 223 cm | 132 kg |  |
| 14 | Serbia (bandiera)      | AC    | Ivan Radenović       | 1984 | 209 cm | 111 kg |  |
| 15 | Serbia (bandiera)      | C     | Raško Katić          | 1980 | 208 cm | 114 kg |  |
| 16 | Serbia (bandiera)      | C     | Dušan Ristić         | 1995 | 210 cm | 107 kg |  |
| 17 | Serbia (bandiera)      | AG    | Marko Tejić          | 1995 | 208 cm | 100 kg |  |
| 20 | Stati Uniti (bandiera) | PG    | DeMarcus Nelson      | 1985 | 193 cm | 91 kg  |  |
| 22 | Stati Uniti (bandiera) | G     | Charles Jenkins      | 1989 | 191 cm | 95 kg  |  |
| 31 | Ucraina (bandiera)     | GA    | Oleksandr Lypovyj    | 1991 | 203 cm | 91 kg  |  |
| 33 | Stati Uniti (bandiera) | AP    | Blake Schilb         | 1983 | 201 cm | 95 kg  |  |
| 33 | Serbia (bandiera)      | AP    | Vojislav Stojanović  | 1997 | 197 cm | 92 kg  |  |
| 34 | Serbia (bandiera)      | AG    | Tadija Dragićević    | 1986 | 206 cm | 110 kg |  |

| Allenatore                                                                                           |
| - Dejan Radonjić                                                                                     |
| Assistente/i                                                                                         |
| - Nikola Birač - Saša Kosović - Velibor Radović Legenda - (C) Capitano - (IN) Inattivo - Infortunato |

## Mercato

### Sessione estiva
| Acquisti | Acquisti         | Acquisti           | Acquisti      | Acquisti |
| R.a      | Nome             | da                 | Modalità      |          |
| -------- | ---------------- | ------------------ | ------------- | -------- |
| AP       | Blake Schilb     | Élan Chalon        | definitivo    |          |
| P        | Nikola Rebić     | FMP Belgrado       | fine prestito |          |
| C        | Boban Marjanović | Mega Vizura        | definitivo    |          |
| G        | Jaka Blažič      | Olimpija Lubiana   | definitivo    |          |
| AC       | Ivan Radenović   | Donec'k            | definitivo    |          |
| G        | Charles Jenkins  | Philadelphia 76ers | definitivo    |          |
| C        | Dušan Ristić     | FMP Belgrado       | fine prestito |          |

| Cessioni | Cessioni            | Cessioni        | Cessioni       | Cessioni |
| R.       | Nome                | a               | Modalità       |          |
| -------- | ------------------- | --------------- | -------------- | -------- |
| A        | Ivan Smiljanić      | FMP Belgrado    | fine contratto |          |
| C        | Elton Brown         | Free agent      | fine contratto |          |
| AC       | Boris Savović       | Bayern Monaco   | rescissione    |          |
| G        | Igor Rakočević      |                 | ritirato       |          |
| PG       | Vuk Radivojević     | Free agent      | fine contratto |          |
| P        | Dejan Đokić         | Vojvodina       | fine contratto |          |
| AP       | Mike Scott          | Pau-Lacq-Orthez | fine contratto |          |
| C        | Milan Milovanović   | Vojvodina       | fine contratto |          |
| C        | Predrag Samardžiski | Mersin BŞB      | fine contratto |          |
| AG       | Bojan Subotić       | Budućnost       | fine contratto |          |
| A        | Nikola Čvorović     | FMP Belgrado    | prestito       |          |
| AP       | Ognjen Dobrić       | FMP Belgrado    | prestito       |          |
| AP       | Marko Gudurić       | FMP Belgrado    | prestito       |          |

### Dopo l'inizio della stagione
| Acquisti | Acquisti          | Acquisti     | Acquisti       | Acquisti   |
| R.       | Nome              | da           | Data           | Modalità   |
| -------- | ----------------- | ------------ | -------------- | ---------- |
| AG       | Tadija Dragićević | Anadolu Efes | 3 gennaio 2014 | definitivo |
| GA       | Oleksandr Lypovyj | Donec'k      | 5 marzo 2014   | definitivo |

| Cessioni | Cessioni             | Cessioni        | Cessioni         | Cessioni    |
| R.       | Nome                 | a               | Data             | Modalità    |
| -------- | -------------------- | --------------- | ---------------- | ----------- |
| P        | Aleksandar Cvetković | MZT Skopje      | 27 dicembre 2013 | prestito    |
| AP       | Blake Schilb         | Paris-Levallois | 29 gennaio 2014  | rescissione |